# Balmhubel
Balmhubel är en bergstopp i Schweiz. Den ligger i kantonen Obwalden, i den centrala delen av landet, 60 km öster om huvudstaden Bern. Toppen på Balmhubel är 1 789 meter över havet.